# エンツハイム
エンツハイム(仏語：Entzheim)はフランスのグラン・テスト地域圏、バ＝ラン県にあるコミューンである。
ストラスブール市から約10km離れた人口約1,800人の小さな村であり、ストラスブール都市圏に含まれる。面積は817ヘクタールで、そのうち300ヘクタールはストラスブール国際空港が占めている。
歴史上では、1674年、オランダ侵略戦争でフランス王国軍と神聖ローマ帝国軍がこの地で戦った（エンツハイムの戦い）。
経済的には、スポーツウェア等で知られるルコックスポルティフの本社機能が置かれ、また、スイスのホルシム社のセメント工場がある。